# La Luchadora
La Luchadora es un gimmick de lucha libre profesional que apareció en WWE en 2016. Se basa en una luchadora mexicana. Originalmente representado por la luchadora profesional Becky Lynch, La Luchadora fue retratado por dos luchadoras más ambas en WWE, Alexa Bliss y Mickie James.

## Historia

### SmackDown

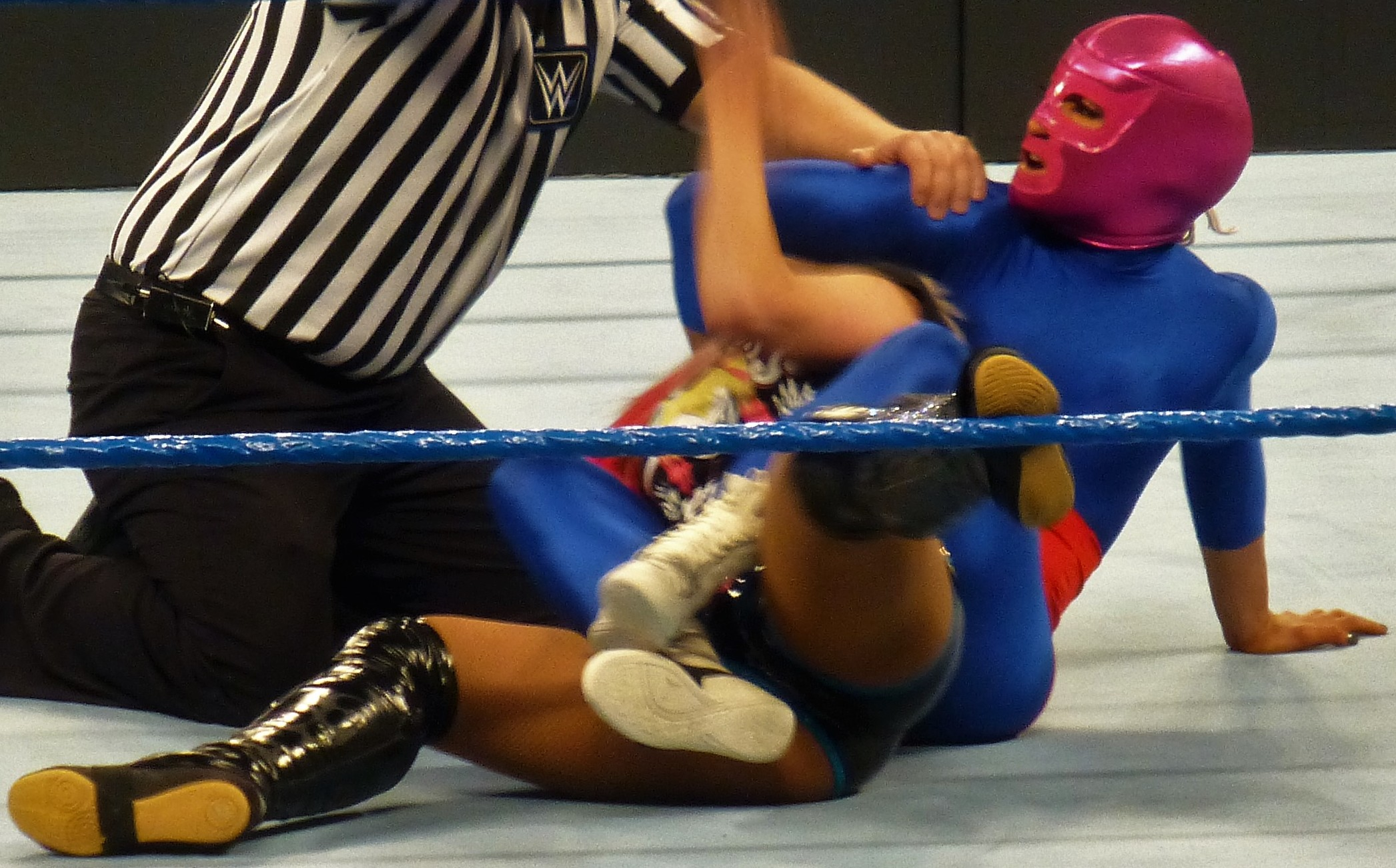
La Luchadora luchando contra Alexa Bliss en 2016

El 20 de diciembre de 2016, episodio de  SmackDown , el personaje fue presentado durante un partido contra la Campeona Femenina de SmackDown Alexa Bliss en el cual Bliss fue derrotada. Después del combate, se reveló que Becky Lynch estaba detrás del traje de La Luchadora. El 27 de diciembre episodio de SmackDown, el personaje regresó durante un combate por el Campeonato Femenino de SmackDown entre Bliss y Lynch, distrayendo y atacando a Lynch y posteriormente haciéndola perder el combate.

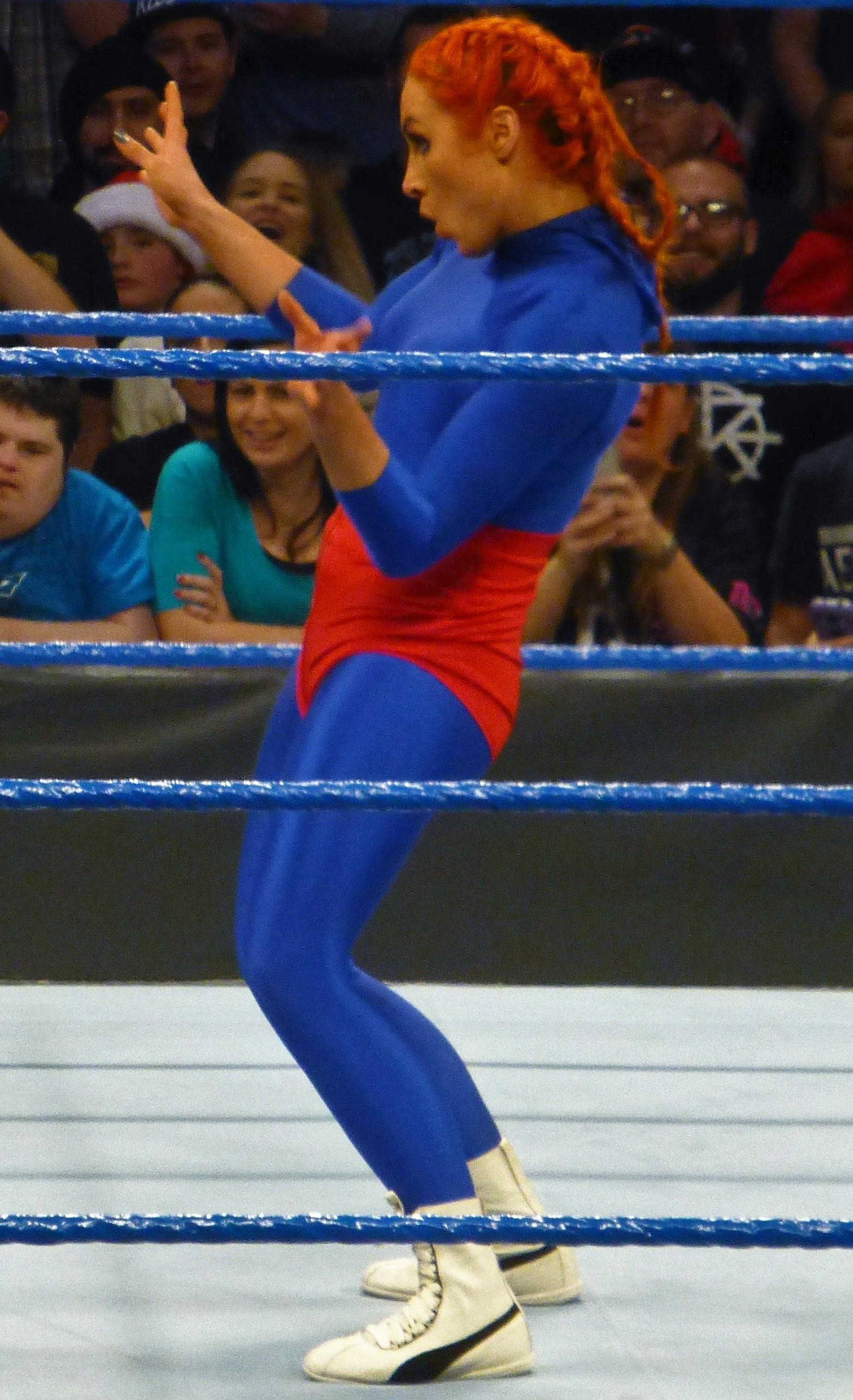
Becky Lynch como "La Luchadora" en 2016

El 3 de enero de 2017, episodio de SmackDown, Lynch y La Luchadora compitieron en un combate ganado por Lynch. Seguido del combate, el personaje fue desenmascarado y se reveló que Bliss retrato al personaje durante el combate antes de que una segunda Luchadora apareciera y atacara a Lynch con ayuda de Alexa. El 17 de enero episodio de SmackDown, La Luchadora regresó durante un steel cage match por el Campeonato Femenino de SmackDown entre Bliss y Lynch, donde nuevamente distrajo y atacó a Lynch haciéndola perder el combate. Después del combate se reveló que Mickie James estaba debajo del personaje de La Luchadora estableciéndose así como heel y aliándose con Bliss además de marcar la última aparición del gimmick de La Luchadora.

## Representantes
- Becky Lynch – Representante original de La Luchadora[1]
- Alexa Bliss – Luchó como La Luchadora el 3 de enero de 2017 en SmackDown, perdiendo ante Becky Lynch.[4]
- Mickie James – Se reveló como la atacante detrás del traje de La Luchadora[7]